# Courcelles-le-Comte
Courcelles-le-Comte település Franciaországban, Pas-de-Calais megyében. Lakosainak száma 479 fő (2022. január 1.). Courcelles-le-Comte Moyenneville, Ablainzevelle, Achiet-le-Grand, Achiet-le-Petit, Ervillers, Gomiécourt és Hamelincourt községekkel határos.

## Népesség
A település népességének változása:
| Lakosok száma | 447  | 446  | 458  | 461  | 465  | 469  | 473  | 476  | 479  |
|               | 2013 | 2015 | 2016 | 2017 | 2018 | 2019 | 2020 | 2021 | 2022 |